# 水鴻飛
水鴻飛（?—?），浙江省寧波府鄞縣人，清朝政治人物、同進士出身。
光緒九年（1883年），参加癸未科殿試，登進士三甲129名。同年五月，著以内阁中书。